# Travesura (álbum)
Travesura es el quinto álbum oficial y segundo en estudio del conjunto musical chileno Inti-Illimani Histórico, publicado originalmente en 2010 por el sello chileno Macondo.
La quinta canción, La Tarara, cuya música pertenece al folclore español y su letra al escritor Federico García Lorca, es interpretada junto a Diego «el Cigala», mientras que el tema siguiente, No me cumbén, es un tema popular peruano interpretado con Eva Ayllón.

## Lista de canciones
| Esencial |                                       |                  |                       |          |  |
| N.º      | Título                                | Música           | Escritor(es)          | Duración |  |
| 1.       | «Travesura» (Instrumental)            | Horacio Salinas  |                       |          |  |
| 2.       | «Drume negrita»                       | Eliseo Grenet    |                       |          |  |
| 3.       | «Quinteto del tren»                   | Luis Advis       |                       |          |  |
| 4.       | «Danza negra»                         | José Seves       | Luis Palés Matos      |          |  |
| 5.       | «La Tarara»                           | popular española | Federico García Lorca |          |  |
| 6.       | «No me cumbén»                        | popular peruana  |                       |          |  |
| 7.       | «Cinco veces»                         | José Seves       | Diego Lillo           |          |  |
| 8.       | «Bicicletas» (Instrumental)           | Horacio Salinas  |                       |          |  |
| 9.       | «Líneas para un retrato»              | Horacio Salinas  | Aquiles Nazoa         |          |  |
| 10.      | «Mi papá y mi mamá»                   | Horacio Salinas  | Aquiles Nazoa         |          |  |
| 11.      | «Manaures Walzer» (Instrumental)      | Jorge Ball       |                       |          |  |
| 12.      | «Cajita de Olinalá»                   | Horacio Salinas  | Gabriela Mistral      |          |  |
| 13.      | «Introducción musical» (Instrumental) | Luis Advis       |                       |          |  |
| 43:09    |                                       |                  |                       |          |  |